# 薩莫沃代內
薩莫沃代內（Samovodene 保加利亞語：）是保加利亞大特爾諾沃內的一個村落。